# IC 5118
IC 5118 — галактика типу Sbc (компактна витягнута спіральна галактика) у сузір'ї Індіанець.
Цей об'єкт міститься в оригінальній редакції індексного каталогу.